# Gallegos de Solmirón
Gallegos de Solmirón település Spanyolországban, Salamanca tartományban. Gallegos de Solmirón Narrillos del Álamo, El Mirón, Santa María del Berrocal, Navamorales és Puente del Congosto községekkel határos. Lakosainak száma 109 fő (2024).

## Népesség
A település népessége az elmúlt években az alábbi módon változott:
| Lakosok száma | 193  | 163  | 152  | 155  | 143  | 140  | 124  | 110  | 116  | 109  |
|               | 2001 | 2004 | 2007 | 2009 | 2012 | 2014 | 2017 | 2019 | 2022 | 2024 |